# Théodore Ritter
Théodore Ritter (Nantes, 5 d'abril de 1840 - París, 6 d'abril de 1886) fou un pianista i compositor francès.

## Biografia
Des dels seus primers anys es dedicà a l'estudi de la música, i va rebre una esmerçada educació, que completà amb Liszt, el qual li donà lliçons de piano i composició. Encara molt jove es començà donar a conèixer com a concertista, arribant a dominar el mecanisme de tal manera que aconseguí una envejable reputació arreu on se l'escoltà, per la varietat de sonoritats que treia del piano amb les seves formes d'atac, ensems que la seva elegant i delicada manera de frasejar, que li conquistaren, especialment en les seves composicions, ja originals, com en els Correus i el Chant du braconier, ja transcripcions, com la del scherzo del Somni d'una nit d'estiu, de Mendelssohn, i d'obres de Bizet, Schubert, Gounod i Verdi, entusiastes admiradors i fins i tot intel·ligents imitadors.
A la seva mort deixà, a més de les citades, diverses composicions per a piano molt apreciades; una sonata per a dos pianos; diverses composicions vocals; una opereta en un acte, Marianne, estrenada a París i Florència (1861 i 1865), i una òpera, La Dea risoria, que assoliren un èxit mitjà.